# Tenuiphantes drenskyi
Tenuiphantes drenskyi es una especie de araña araneomorfa del género Tenuiphantes, familia Linyphiidae. La especie fue descrita científicamente por van Helsdingen en 1977.
El cuerpo del macho es de color marrón y amarillo claro. La longitud del cuerpo del macho es de 2,2-2,4 milímetros. La especie se distribuye por Europa: Bulgaria.